# Cratogeomys perotensis
Cratogeomys perotensis är en gnagare i familjen kindpåsråttor som förekommer i Mexiko. Populationen infogades en längre tid som synonym i Cratogeomys merriami. Efter en taxonomisk studie från 2005 listas den som art.

## Utseende
Arten är medelstor inom släktet Cratogeomys. Den har ljusbrun till mörkbrun päls på ovansidan och ljusare brunaktig päls på undersidan. Pälsen har aldrig inslag av gult. De flesta eller kanske alla exemplar har en vit fläck på bakdelen nära svansen. Denna kindpåsråtta har en diploid kromosomuppsättning med 38 kromosomer (2n=38).
Individerna blir med svans 30 till 36 cm långa, svanslängden är 8,2 till 11 cm och vikten varierar mellan 400 och 650 g. Arten har 3,5 till 4,4 cm långa bakfötter och 0,6 till 0,9 cm stora öron. Honor är allmänt lite mindre än hanar. Kraniet är i jämförelse till andra kroppsdelar mindre än hos Cratogeomys merriami och Cratogeomys fulvescens. De övre framtänderna kännetecknas av en fåra på framsidan. Tandformeln är I 1/1, C 0/0, P 1/1, M 3/3, alltså 20 tänder i hela tanduppsättningen.

## Utbredning
Cratogeomys perotensis förekommer i centrala Mexiko i delstaterna Hidalgo, Puebla och Veracruz (ungefär söderut till vulkanen Pico de Orizaba). Den lever i bergstrakter och på högplatå mellan 2400 och 4000 meter över havet. Individerna hittas i gräsmarker samt i blandskogar, främst med ekar och tallar.
Typiska grässorter i området är muhlygräs och svinglar. Andra vanliga låga växter tillhör ofta korsörtssläktet och lupinsläktet. Vanligen förekommer buskar av släktet Baccharis.

## Bevarandestatus
Det ursprungliga landskapet i regionen omvandlas till jordbruksmark och samhällen. Det är inte utrett om gnagarens bestånd påverkas. IUCN listar arten som livskraftig (LC).